# Szczur kąsający
Szczur kąsający (Rattus mordax) – gatunek gryzonia z podrodziny myszy (Murinae) w obrębie rodziny myszowatych (Muridae). Słabo poznany ssak występujący endemicznie we wschodniej Papui-Nowej Gwinei; według Międzynarodowej Unii Ochrony Przyrody nie jest zagrożony wyginięciem.

## Taksonomia
Gatunek po raz pierwszy zgodnie z zasadami nazewnictwa binominalnego opisał w 1904 roku angielski zoolog Oldfield Thomas w artykule poświęconym nowym gatunkom ssaków z Nowej Gwinei dostarczonych do Muzeum Brytyjskiego opublikowanym na łamach The Annals and magazine of natural history; Thomas umieścił nowy gatunek w rodzaju Mus i nadał mu binominalną nazwę Mus mordax. Miejsce typowe to okolice rzeki Kumusi (08°30′S 148°20′E/-8,500000 148,333333), na wysokości 565 ft (172 m), Papua-Nowa Gwinea. W 1910 roku Thomas przeniósł Mus mordax do rodzaju Epimys, jednak ostatecznie w 1916 roku umieścił go w rodzaju Rattus. Holotyp to skóra i czaszka (niekompletna, bez tylnej części) dorosłej samicy (sygnatura BMNH Mammals 1904.8.3.1) ze zbiorów Muzeum Historii Naturalnej w Londynie, zebrany został 14 listopada 1903 roku przez nowozelandzkiego sędziego pokoju Charlesa Moncktona. Podgatunek fergussoniensis po raz pierwszy formalnie opisała w 1952 roku brytyjska teriolożka Eleanor Mary Ord Laurie w artykule o ssakach zebranych przez Shaw Mayera na Nowej Gwinei w latach 1932–1949 opublikowanym na łamach „Bulletin of the British Museum” jako podgatunek Rattus ruber, nadając mu trinominalną nazwę Rattus ruber fergussoniensis. Miejsce typowe to dystrykt Faralulu, na wysokości około 900 ft (274 m), zachodnia części wyspy Fergusson, Wyspy d’Entrecasteaux, Papua-Nowa Gwinea. W 1982 roku grupa amerykańsko-australijskich teriologów (Amerykanie Jocelyn Mary Taylor i Hobart Merritt Van Deusen oraz Australijczyk John Henry Calaby) umieściła R. r. fergussoniensis w obrębie R. mordax jako jego podgatunek. Holotyp to skóra i czaszka dorosłego samca (sygnatura BMNH Mammals 1950.1211) ze zbiorów Muzeum Historii Naturalnej w Londynie, zebrane 31 lipca 1935 roku przez australijskiego ornitologa Fredericka Williama Shaw Mayera.
Od momentu opisania R. mordax traktowany był przez różnych autorów jako podgatunek R. ringens, R. leucopus i R. ruber. R. mordax należy do kladu rodzimych gatunków „Obecnej Nowej Gwinei” i wydaje się być blisko spokrewniony z R. steini, R. praetor i R. novaeguineae. Zgodnie z obecną definicją taksonomiczną R. mordax prawdopodobnie reprezentuje wiele gatunków, chociaż potrzeba więcej badań, aby to z pewnością ustalić. Autorzy Illustrated Checklist of the Mammals of the World rozpoznają dwa podgatunki. 

### Etymologia
- Rattus: łac. rattus ‘szczur’[20].
- mordax: łac. mordax, mordacis ‘gryzący, kłujący, szczypiący’, od morsus ‘gryzienie’[21].
- fergussoniensis: wyspa Fergusson, Wyspy D’Entrecasteaux[22].

## Zasięg występowania
Szczur kąsający występuje we wschodniej Nowej Gwinei zamieszkując w zależności od podgatunku:
- R. m. mordax – wschodnia Nowa Gwinea, w tym półwyspy Huon i Papuan Peninsula, wyspa Woodlark i Luizjady.
- R. m. fergussoniensis – wyspy Goodenough, Fergusson i Normanby, Wyspy D’Entrecasteaux, niedaleko południowo-wschodniej Nowej Gwinei.

## Morfologia
Długość ciała (bez ogona) 142–254 mm, długość ogona 115–203 mm, długość ucha 17,3–21 mm, długość tylnej stopy 28–44 mm; masa ciała 190–255 g. Niektóre wymiary dla poszczególnych gatunków przedstawia poniższa tabela (wymiary w mm):
| Podgatunek            | Długość ciała (bez ogona) | Długość ogona | Długość tylnej stopy |
| --------------------- | ------------------------- | ------------- | -------------------- |
| R. m. mordax          | 142–254                   | 115–203       | 28–44                |
| R. m. fergussoniensis | 153–239                   | 135–194       | 35–41                |

Szczur kąsający jest duży, ma grube i długie futro, którego włosy są przekształcone w grube kolce, które u większych osobników są ostrzejsze. Futro na grzbiecie jest rdzawobrązowe, z żółtawo-brązowymi końcówkami włosów i kolców. Młode osobniki są ciemniejsze i pozbawione kolców. Brzuch jest koloru matowokremowego, z szarym podszerstkiem i mogą występować na nim elastyczne kolce. Czerwonawo-brązowa plama na podbródku i w przedniej części klatki piersiowej może być plamą po jedzeniu. Stopy pokryte są krótkimi, brązowawymi włosami. Uszy są brązowe i słabo owłosione, natomiast włosy czuciowe są dość krótkie. Ogon jest jednobarwny, brązowy i pokryty krótkimi włosami; stanowi około 80% długości ciała wraz z głową. Podgatunek mordax jest większy niż fergussoniensis. Czaszka jest masywna, z wyraźnym grzebieniem nadoczodołowo-skroniowym, który rozwija się w boczny wypust w tylnym obszarze nadoczodołowym. Posiada cztery pary gruczołów mlekowych: dwa pachowe i dwa pachwinowe. Kariotyp wynosi 2n = 32 i FN = 60.
Wymiary czaszki dla obydwu podgatunków przedstawia poniższa tabela (wymiary w mm; ssp. mordax – n = 101, fergussoniensis – n = 10):
|                                      | R. m. mordax | R. m. fergussoniensis |
| ------------------------------------ | ------------ | --------------------- |
| Długość potylicy                     | 37,4-48,7    | 41-51,9               |
| Długość kondylo-bazalna              | 35-47,1      | 38,3-49,9             |
| Długość podstawowa                   | 32,5–44,2    | 35,4–46,7             |
| Szerokość kości jarzmowej            | 18,3–25,5    | 20,6–25               |
| Szerokość obszaru międzyoczodołowego | 5,2–7,1      | 5,7–7                 |
| Długość kości międzyciemieniowej     | 3,5–6,1      | 4,6–6,2               |
| Szerokość kości międzyciemieniowej   | 7,5–12,3     | 8,7–12,4              |
| Szerokość mózgoczaszki               | 15,2–18,4    | 16,8–18,8             |
| Szerokość wyrostka sutkowatego       | 13,2–16      | 14–17,2               |
| Długość kości nosowej                | 13–19,7      | 15,4–19,8             |
| Szerokość kości nosowej              | 3,8–5,9      | 4,3–6                 |
| Długość podniebienia                 | 20–26,6      | 22,4–28,5             |
| Długość otworu przysiecznego         | 5,8–9        | 7,4–9,3               |
| Szerokość otworu przysiecznego       | 1,3–3,5      | 2,1–3,5               |
| Szerokość wewnętrzna M1–1            | 2,4–5,1      | 3,1–5,3               |
| Szerokość zewnętrzna M1–1            | 7,8–10,4     | 8,8–11,6              |
| Długość bańki słuchowej              | 5,5–7,1      | 6–7,4                 |
| Długość korony M1–3                  | 5,8–7,8      | 6,9–8,8               |
| Długość zębodołu M1–3                | 6,3–8,3      | 7,6–9,7               |
| Długość korony M1–2                  | 4,4–6,6      | 5,3–6,8               |

## Ekologia
Szczur kąsający zasiedla różnorodne siedliska, takie jak pierwotne lasy mgliste, tropikalne zarośla, sawanny eukaliptusowe, lasy wtórne, ogrody wiejskie i niektóre wioski do wysokości 2800 m n.p.m.. 
Szczur kąsający zamieszkujący wioski zjada przechowywane przez ich mieszkańców wilce ziemniaczane i ryż, a na wolności najprawdopodobniej spożywa owoce.
Szczur kąsający może rozmnażać się przez cały rok. W miotach rodzi się 2–4 młode (średnio 2–3).
Nie ma żadnych informacji informacji na temat aktywności dobowej, migracjach, areałach osobniczych i organizacji społecznej.
U szczura kąsającego stwierdzono tasiemce z rodzajów Hymenolepis i Paroniella, roztocza z gatunku Guntherana bipygalis, kolcogłowa z gatunku Moniliformis moniliformis, nicienie z gatunków Ophidascaris robertsi, Cyclodontostomum purvisi, Mastophorus muris i Strongyloides venezuelensis i gatunków z rodzaju Physaloptera oraz Trichuris.

## Status zagrożenia
W Czerwonej księdze gatunków zagrożonych Międzynarodowej Unii Ochrony Przyrody i Jej Zasobów został zaliczony do kategorii LC (ang. least concern ‘najmniejszej troski’). Szczury kąsające są pospolite, mają duże zdolności adaptacyjne i nie są narażone na żadne poważne zagrożenia. Uważany jest przez człowieka za szkodnika powodującego straty wśród przechowywanych zbóż (głównie ryżu) i wilców ziemniaczanych, chociaż jest to znacznie mniej powszechne niż u szczura kłującego (R. praetor) i szczura papuaskiego (R. steini).